# Todos los días sale el sol (cançó)
«Todos los días sale el sol», també coneguda com a «Chipirón», és una cançó de la banda catalana de rock alternatiu Bongo Botrako, escrita pel vocalista Uri Giné i que compta amb la col·laboració de veu no acreditada de la banda catalana La Pegatina. Va ser gravada per la banda per al seu àlbum debut de 2010, Todos los días sale el sol, i va ser publicada com a primer senzill de l'àlbum el 18 de juny de 2010.
La cançó va assolir una enorme popularitat a l'estat espanyol després que els jugadors de la Selecció Espanyola de Bàsquet, incloent Pau Gasol, Marc Gasol i Ricky Rubio, prenguessin la costum de cantar-la abans de cada partit a l'Eurobasket 2011, que finalment van guanyar. El setembre de 2011, «Todos los días sale el sol» va assolir el lloc número #12 a la llista espanyola de cançons més venudes i el lloc número #2 a la llista espanyola de cançons més venudes a iTunes. La cançó acumula més de 31 milions de reproduccions a YouTube i més de 31 milions de reproduccions a Spotify, fet que la converteix de lluny en la cançó més popular de Bongo Botrako.

## Inspiració

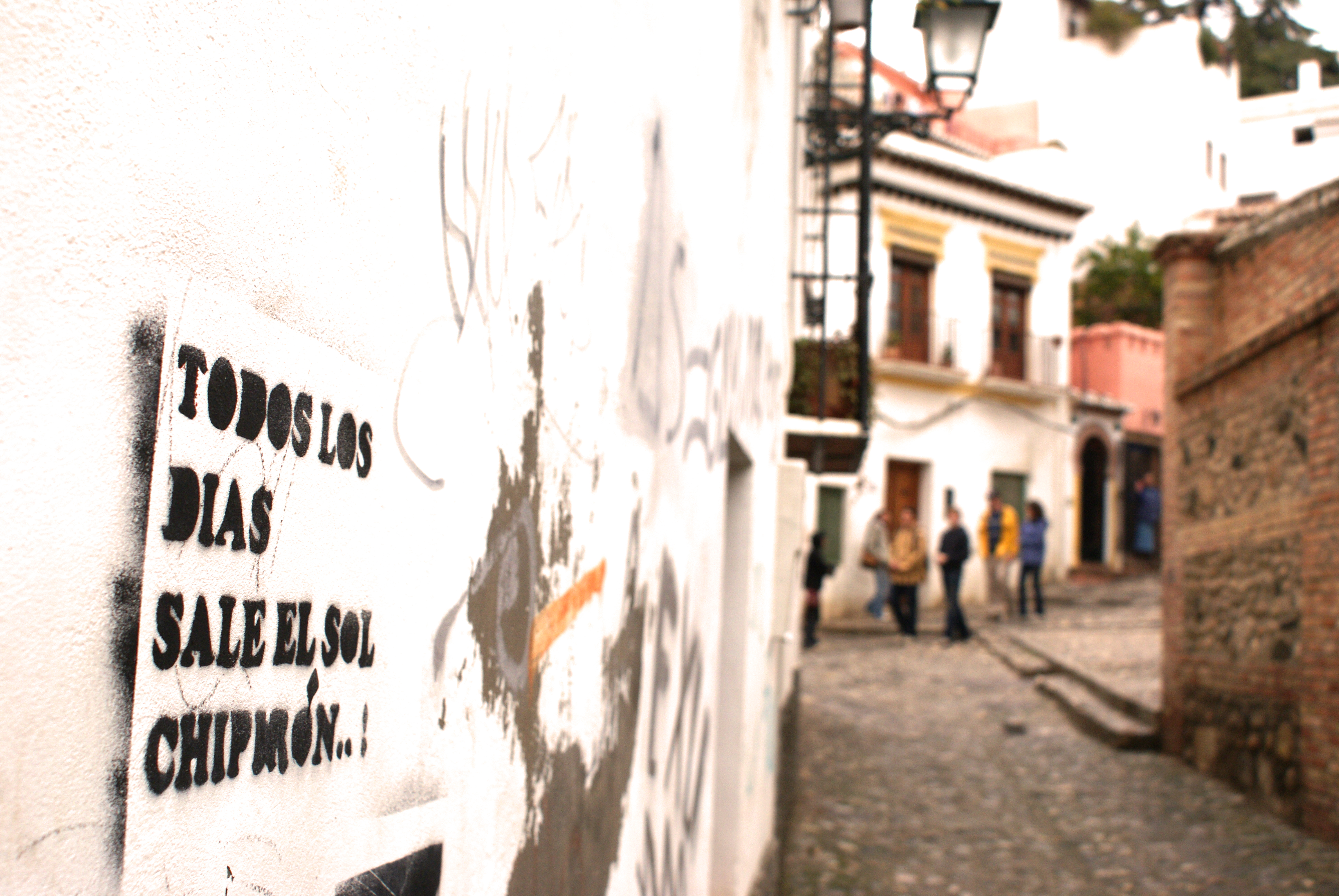
Graffiti original que va inspirar la cançó, a Granada.

Uri Giné va escriure la cançó a Granada, on va viure durant uns mesos. Va inspirar-lo un graffiti que va veure en una paret mentre caminava pel barri de l'Albayzín. El graffiti llegia l'optimista frase «Todos los días sale el sol chipirón..!». En aquest context, la paraula «chipirón» no és usada com a sinònim de «calamar petit» sinó com una forma graciosa de referir-se a una persona. Uns dies més tard, Uri es va despertar a mitja nit amb la frase al cap i va escriure la cançó sencera en trenta minuts. Encara que la lletra no és totalment explícita, Uri va admetre que la cançó parla principalment d'experiències sexuals que va tenir mentre vivia a Granada.

## Videoclip
El videoclip per a «Todos los días sale el sol» va ser dirigit per Egoi Suso. Es va rodar a Tarragona el 20 de maig de 2011 i es va publicar el 23 de juny de 2011. Al vídeo, es veu al líder de la banda Uri Giné cantant la cançó mentre camina pel carrer i es troba amb els seus companys de banda. També passa a través de dos bars, una perruqueria i la cuina d'un bar, per finalment arribar a una petita plaça on canta junt amb toda la banda i una multitud de fans. Uri Giné volia que el videoclip acabés en aquella plaça perquè és un lloc on ell solia tocar les seves cançons abans de formar la banda. De fet, una altra cançó del mateix àlbum, anomenada «La plaça de la alegría», parla d'aquella plaça i d'algunes històries que allà van tenir lloc. El nom real de la plaça és Plaça Sedassos i es troba al nucli antic de Tarragona.

## Crèdits
Crèdits adaptats del llibret de Todos los días sale el sol.
Bongo Botrako
- Uri Giné – veu, producció
- Nacho Pascual – guitarra
- Xavi Vallverdú – teclat
- David Garcia – baix
- Gorka Robert – bateria, percussió
- Xavi Barrero – trompeta
- Oscar Gómez – saxo

Músics addicionals
- Rubén Sierra – veu
- Adrià Salas – veu

Producció
- Mario Patiño – producció, enginyeria de so, mescla
- Edgar Beltri – enginyeria de so addicional
- Yves Roussel – masterització

Disseny
- Cristina Pastrana – disseny

## Posició en llistes
| Llista (2011)                 | Millor posició |
| ----------------------------- | -------------- |
| Espanya – Top 50 (Promusicae) | 12             |
| Espanya – Top 10 iTunes       | 2              |